# Jönköpings läns museum

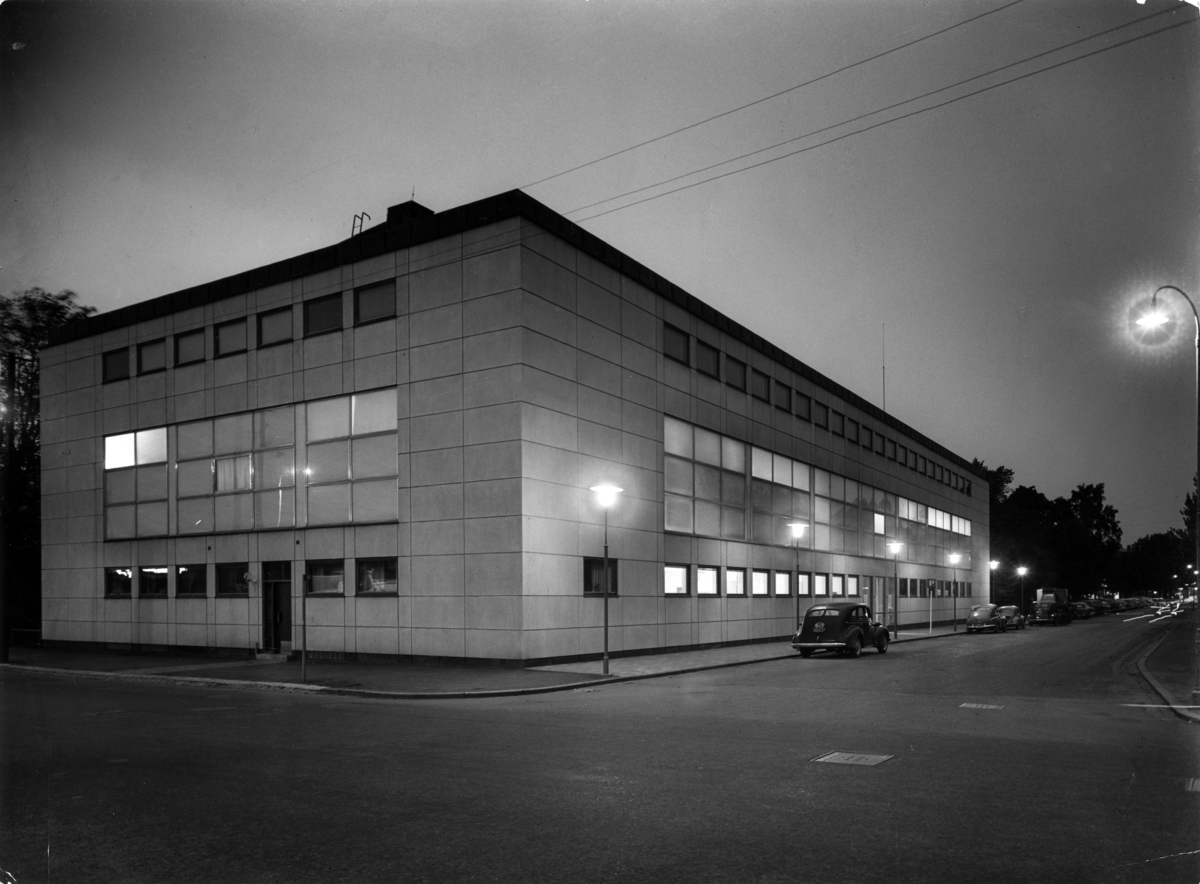
Jönköpings läns museum, 1956

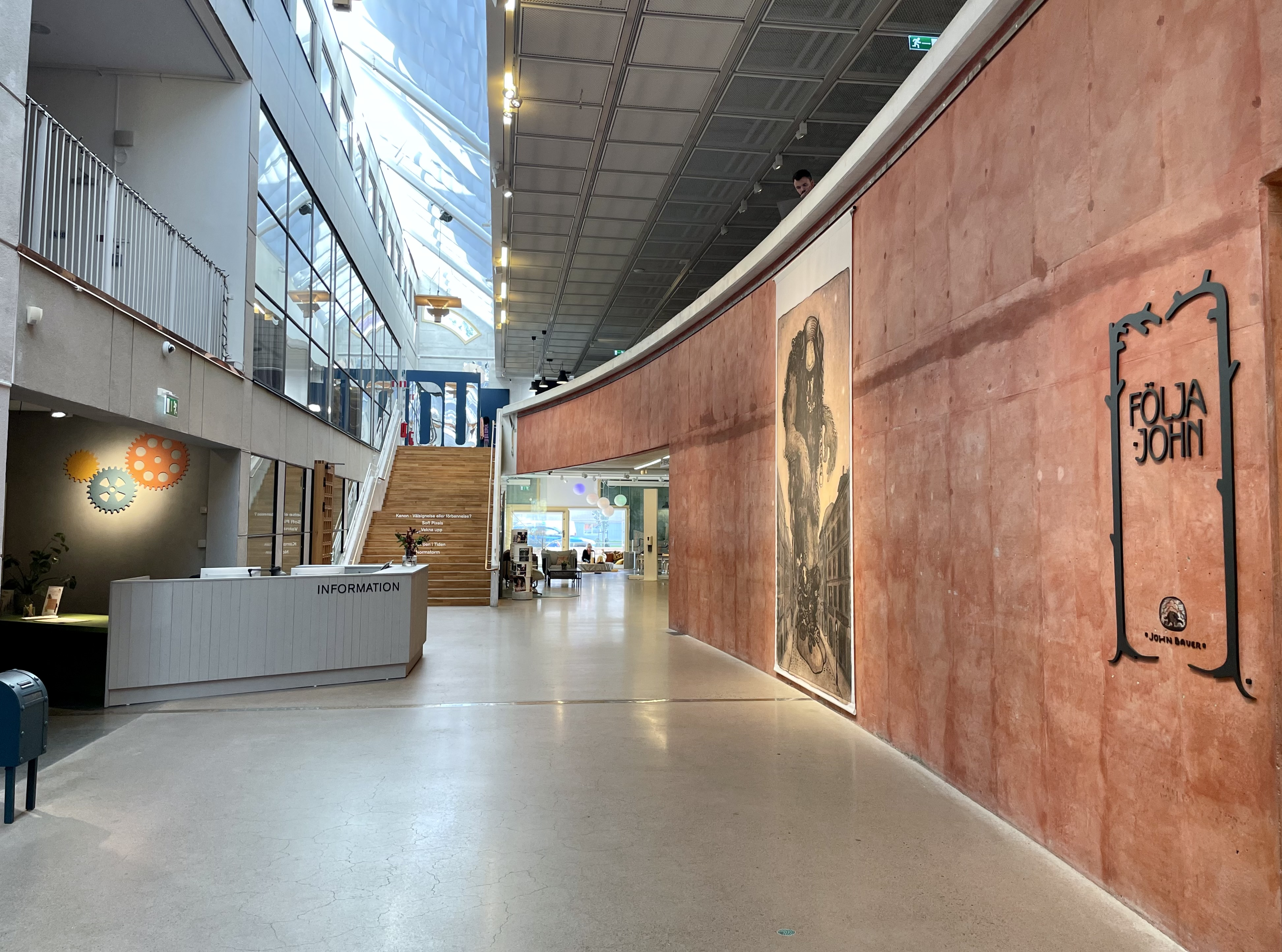
Museets foajé, med den ursprungliga byggnaden av Gustaf Lettström till vänster och tillbyggnaden av Carl Nyrén till höger

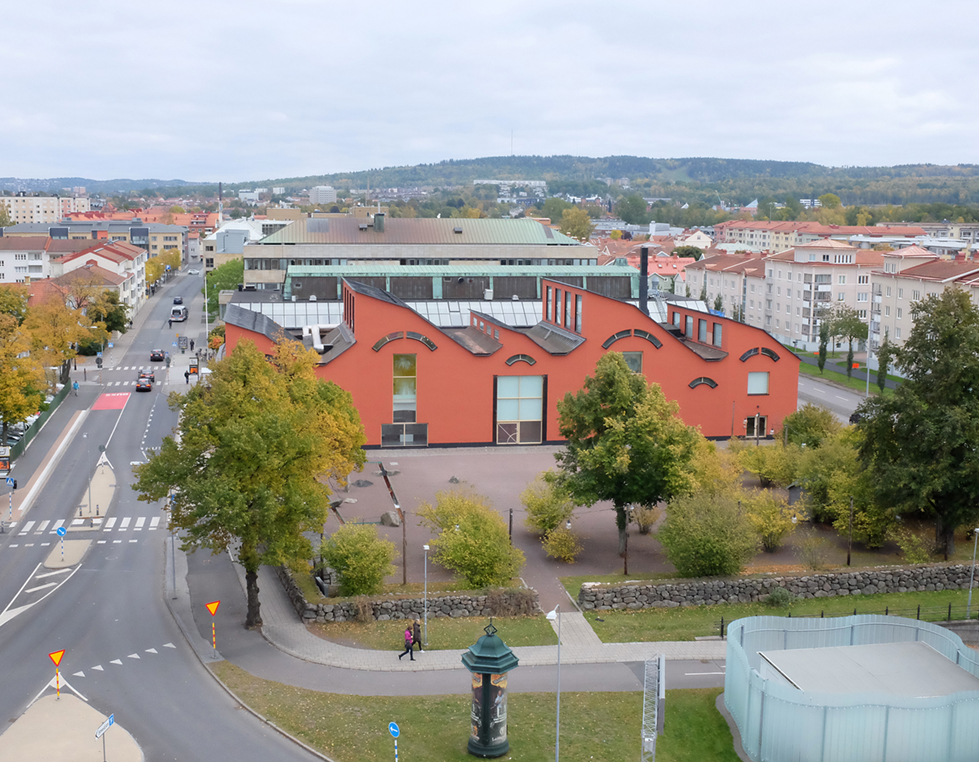
Jönköpings läns museum sett österut från Museiparken

Jönköpings läns museum är ett konst- och kulturhistoriskt museum på Öster i Jönköping, som drivs av Stiftelsen Jönköpings läns museum.
Museets byggnad ligger tillsammans med Jönköpings stadsbibliotek, Jönköpings stadsarkiv och Arkiv Jönköpings län. Museets tillbyggnad, ritad av Carl Nyrén, utgör med sitt sågtandade tak och sin ljust rödputsade fasad ett karakteristiskt inslag i Jönköpings stadsbild.
I museets byggnader finns förutom utställningar även arkiv, magasin, ett omfattande bildarkiv och en ateljé för målerikonservering.

## Historik
Museiverksamheten startades 1901 i samband med bildandet av Norra Smålands fornminnesförening. Ett första museum inrättades i Viktoriasalen i Viktoriahuset på Väster. Ingenjören och hembygdshistorikern Algot Fribergs och hans hustru Hannas insamlingsarbete är grunden till Jönköpings läns museums samlingar. År 1937 gjordes gemensam sak med Jönköpings läns hembygdsförbund och man beslöt att tillsammans med Norra Smålands konstförening bygga gemensamma lokaler ämnade för konst- och kulturhistoria. En arkitekttävling utlystes och arkitekten Gustaf Lettströms förslag vann. Den nya museibyggnaden stod invigningsklar 1955.
Sedan 1977 drivs museet av Stiftelsen Jönköpings läns museum som grundats av Jönköpings läns landsting, Jönköpings kommun och Jönköpings läns hembygdsförbund. År 1992 utökades museet med en ny utställningsbyggnad.

## Samlingar
Museet har stora samlingar av svensk 1900-talskonst, med tyngdpunkt på nationalromantiska stämningsmåleri, expressionism, naivism, ny saklighet och Göteborgskolorism. I samlingarna ingår målningar av bland andra Vera Nilsson, Isaac Grünewald samt Hanna och Georg Pauli. Här finns också den största samlingen av John Bauers skisser och målningar och dessutom specialsamlingar med äktnaiv konst och svensk konstkeramik.

## Verksamhet
Jönköpings läns museum visar en bredd av utställningar som växlar under året. Här visas verk ur museets samlingar med 1900-talskonst, naivkonst och samtidskonst samt John Bauers konstnärskap. Den kulturhistoriska utställningen Kampen i tiden är en del av basutbudet. 
Museet erbjuder ett stort utbud av program som föreläsningar, öppna visningar, kulturvandringar och workshops, samt pedagogiska program för länets grund- och gymnasieskolor.
Museet har en betydande verksamhet runt om i länet, med expertis och kunskapsunderlag inom kulturmiljöområdet; från föremålsvård till arkeologi, målerikonservering, byggnadsvård och etnologiska dokumentationer.
Jönköpings läns museum har arkivmaterial om och från Jönköpings län. År 2018 påbörjade museet ett projekt för att tillgängliggöra brevsamlingen efter John och Ester Bauer, och ca 1000 brev finns nu digitaliserade och tillgängliga via DigitaltMuseum. Museet har också länge arbetat med etnologisk dokumentation. Den första dokumentationen genomfördes 1971 över bonadsmåleri.
Museet bedriver arkeologisk och byggnadsantikvarisk verksamhet. Museet har sedan 1950-talet en konserveringsateljé], där av måleri på trä, duk och interiörer konserveras.  

## Museichefer
- Omkring 1945–1957 Gunnar Svahnström
- 1965–1984 Gunnar Lindqvist
- 1984–1999 Klas Börjesson
- 2000–2004 P-O Millberg
- 2004–2007 Jan Sundström
- 2008–2020 Sergei Muchin
- från 2020  Johan Gärskog